# Sagàs
Sagàs település Spanyolországban, Barcelona tartományban. Lakosainak száma 153 fő (2024).

## Földrajza
Sagàs La Quar, Lluçà, Santa Maria de Merlès, Puig-reig és Olvan községekkel határos.

## Népesség
A település lakosságának változását az alábbi diagram mutatja:
| Lakosok száma | 270  | 350  | 506  | 389  | 255  | 140  | 134  | 149  | 148  | 153  |
|               | 1717 | 1887 | 1936 | 1960 | 1986 | 2004 | 2009 | 2014 | 2019 | 2024 |